# Moustiers-Sainte-Marie
Moustiers-Sainte-Marie falu Franciaország délkeleti részén, Provence-Alpes-Côte d’Azur tartományban, Alpes-de-Haute-Provence megyében.

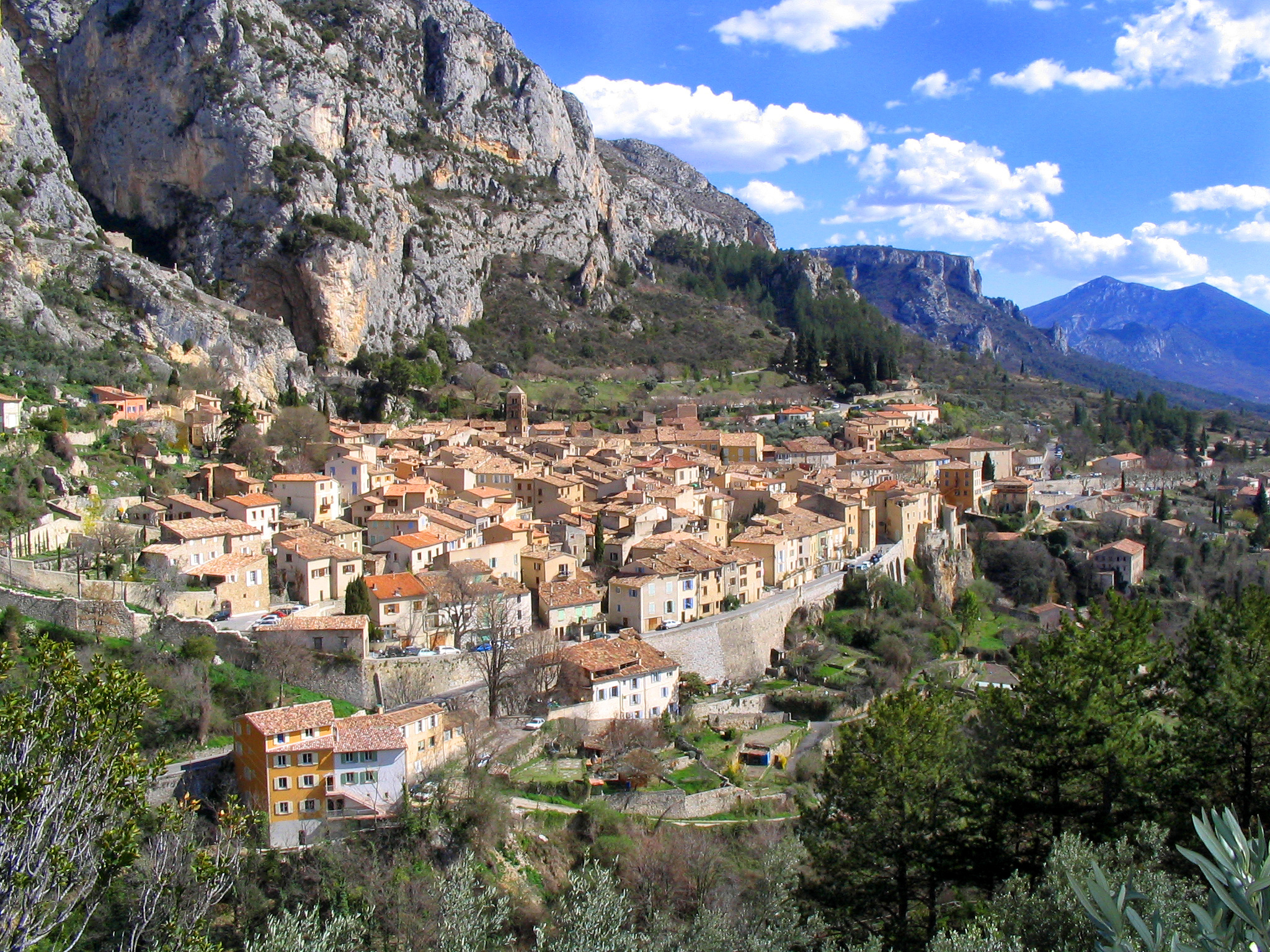
Moustiers-Sainte-Marie

Az apró középkori eredetű település egy mészkőszikla hegyoldalában fekszik, és Franciaország 100 legszebb faluja közé sorolják. A falu közepén egy kisebb vízesés is látható.
Egy sziklahasadékban magasan a falu felett trónol a búcsújáró Notre-Dame-de-Beauvoir templom.
Moustiers a 17. és 18. században a francia fajanszkészítő manufaktúra központja volt. Ma a fajanszmúzeumban a gyártás virágkorából származó mesterművek láthatók.
Moustiers-Sainte-Marie-tól nem messze található a Verdon folyó szurdokvölgye.